# Eremazus punctatus
Eremazus punctatus är en skalbaggsart som beskrevs av Edgar von Harold 1869. Eremazus punctatus ingår i släktet Eremazus och familjen Aegialiidae. Inga underarter finns listade i Catalogue of Life.